# Stigmella rhamnophila
Stigmella rhamnophila is een vlinder uit de familie dwergmineermotten (Nepticulidae). De wetenschappelijke naam is voor het eerst geldig gepubliceerd in 1934 door Amsel.
De soort komt voor in Europa.